# Ricky Sinz
Ricky Sinz, pseudonimo di Eric William Mirshak (Chicago, 12 novembre 1968), è un ex attore pornografico, disc jockey e produttore discografico statunitense, che ha lavorato principalmente in film pornografici gay.

## Biografia
Nato e cresciuto nell'Illinois, ha i primi approcci con la pornografia come cofondatore della società di film porno eteresessuali "Hole and a Heartbeat Studios", in cui lavora come regista, produttore ed interprete di alcune pellicole hard. Il suo debutto nella pornografia gay avviene nel 2007 dopo aver firmato un contratto di un anno con i Raging Stallion Studios, per i quali aveva già lavorato come direttore tecnico.
Il suo debutto avviene nel film Ink Storm, diretto da Jake Deckard, ma conosce la popolarità grazie al film Grunts, film della durata di 12 ore e diviso in tre parti, per quale vince vari premi. Sinz si definisce bisessuale e si esibisce principalmente come attivo, solo nei film Big Bigger Biggest: Part 1 e "Refocus" ha interpretato una scena come passivo. Sinz, che è noto anche per i numerosi tatuaggi sparsi per il corpo, ha partecipato anche a video estremi, come bareback e fist-fucking.
Nel 2008, dopo che il suo contratto in esclusiva con i Raging Stallion Studios scade, ottiene un rinnovo, divenendo il primo attore ad aver un contratto a vita con Raging Stallion. Nel 2009 vince 4 GayVN Award per il film To the Last Man, tra cui miglior attore e miglior attivo.
Terminata l'attività come attore pornografico, Sinz si dedica all'attività di DJ e produttore discografico di musica techno. È proprietario delle etichette discografiche Sin Factory Records, Nemesis Records e Nacht. Si è esibito in club ed a eventi della scena techno, tra cui Tomorrowland. Nel 2018 ha pubblicato alcuni singoli con l'etichetta italiana Jambalay Records. Inoltre ha preso parte come attore ad alcuni produzioni per il cinema indipendente, tra cui Profane del regista iracheno-americano Usama Alshaibi.

## Filmografia
- Mission: Sexploitation (2006)
- Go Play with Yourself (2006)
- Don't Ask Don't Tell Don't Stop (2007)
- Ink Storm (2007)
- I Live for Sex (2007)
- Grunts: Misconduct (2007)
- Grunts: Brothers in Arms (2007)
- Grunts: The New Recruits (2007)
- Big Bigger Biggest: Part 1 (2008)
- Grunts Fisting: Arm of One (2008)
- Savage (2008)
- Hotter Than Hell Part 2 (2008)
- To The Last Man - Part 1 The Gathering Storm (2008)
- To The Last Man - Part 2 Guns Blazing (2008)
- BarBack (2008)
- Centurion Muscle VI - Monument (2008)
- Rear Deliveries (2009)
- Ink Stain (2009)
- Gunner World (2009)
- Fistpack 22: Fists Away (2009)
- The Trap (2009)
- Focus/Refocus (2009)
- Roll in the Hay (2010)
- Wild Ride (2010)
- Brutal - Part 1 (2010)
- Brutal - Part 2 (2010)
- Inked Boyz #3 (2011)
- Lucky Fuck (Lucas Entertainment) (2011)
- Safeword (Fetish Force / Raging Stallion Studios) (2012)

## Premi

### Vinti
- Raging Stallion Studios Man of The Year 2008
- Grabby Awards 2008 - miglior attore di supporto in Grunts
- Grabby Awards 2008 - miglior scena solista in Grunts
- Hard Choice Awards 2008 - miglior scena solista in Grunts
- GayVN Awards 2008 - miglior scena solista in Grunts
- GayVN Awards 2008 - miglior scena a due in Grunts (con Roman Ragazzi)
- GayVN Awards 2009 - miglior attore in To the Last Man
- GayVN Awards 2009 - miglior attivo
- GayVN Awards 2009 - miglior scena di sesso orale (con Jackson Wild)
- GayVN Awards 2009 - miglior scena a tre (con Scott Tanner e Logan McCree)
- Grabby Awards 2009 - miglior scena a tre (con Scott Tanner e Logan McCree)[4]
- TLA Gay Awards 2010 - Best 'n Biggest Badass[5]
- Grabby Award 2010 - Best Pornstar Blog[6]
- JRL Gay Film Awards 2010 - Best Threesome Scene of the Year[7] (con Adam Killian e Steve Cruz)